# Women's National Basketball Association
Women's National Basketball Association (WNBA) je americká profesionální liga ženského basketbalu. V současné době se skládá z dvanácti týmů rozdělených do dvou konferencí. 

## Historie
Liga byla založena 22. dubna 1996 jako ženský protějšek mužské National Basketball Association (NBA). Hrát se začala v roce 1997, původně s osmi týmy. Základní sezóna se hraje od května do září, v polovině soutěže (obvykle v červenci, kromě olympijských let) se hraje exhibice all stars a finále WNBA se pak koná od konce září do začátku října.
Pět týmů WNBA má přímé protějšky NBA a hraje ve stejné aréně jako mužské týmy: Indiana Fever, Los Angeles Sparks, Minnesota Lynx, New York Liberty a Phoenix Mercury. Klub Washington Mystics má stejného vlastníka jako mužský tým Washington Wizards, ale nehraje ve stejné hale. Týmy Atlanta Dream, Chicago Sky, Connecticut Sun, Dallas Wings, Las Vegas Aces a Seattle Storm jsou vlastněny zcela nezávisle na mužských klubech. Ligu dokázalo vyhrát deset týmů. Jsou rozděleny do východní a západní divize. Jedenáct klubů ligu hrálo a už nehraje - buď zanikly nebo prodaly licenci. Patří k nim i čtyřnásobný vítěz soutěže Houston Comets.
K největším americkým hvězdám soutěže patří Sheryl Swoopesová nebo Lisa Leslieová, které se staly třikrát nejužitečnějšími hráčkami ligy (MVP). Z neamerických hráček WNBA to byla například Australanka Lauren Jacksonová, která byla nejužitečnější hráčkou rovněž ve třech sezónách. Portugalka Ticha Penicheirová byla roce 2011 jmenována mezi patnáct nejlepších hráček WNBA všech dob, jako jedna ze dvou Neameričanek (spolu s Jacksonovou).

## Statistika vítězství
| Tým                 | Vítězství v lize | Prohraná finále | Finálové účasti | Vítězné roky           | Prohraná finále        |
| ------------------- | ---------------- | --------------- | --------------- | ---------------------- | ---------------------- |
| Minnesota Lynx      | 4                | 2               | 6               | 2011, 2013, 2015, 2017 | 2012, 2016             |
| Houston Comets      | 4                | 0               | 4               | 1997, 1998, 1999, 2000 | -                      |
| Seattle Storm       | 4                | 0               | 4               | 2004, 2010, 2018, 2020 | -                      |
| Los Angeles Sparks  | 3                | 2               | 5               | 2001, 2002, 2016       | 2003, 2017             |
| Phoenix Mercury     | 3                | 2               | 5               | 2007, 2009, 2014       | 1998, 2021             |
| Detroit Shock       | 3                | 1               | 4               | 2003, 2006, 2008       | 2007                   |
| Indiana Fever       | 1                | 2               | 3               | 2012                   | 2009, 2015             |
| Las Vegas Aces      | 1                | 2               | 3               | 2022                   | 2008, 2020             |
| Sacramento Monarchs | 1                | 1               | 2               | 2005                   | 2006                   |
| Washington Mystics  | 1                | 1               | 2               | 2019                   | 2018                   |
| Chicago Sky         | 1                | 1               | 2               | 2021                   | 2014                   |
| New York Liberty    | 0                | 4               | 4               | -                      | 1997, 1999, 2000, 2002 |
| Connecticut Sun     | 0                | 4               | 4               | -                      | 2004, 2005, 2019, 2022 |
| Atlanta Dream       | 0                | 3               | 3               | -                      | 2010, 2011, 2013       |
| Charlotte Sting     | 0                | 1               | 1               | -                      | 2001                   |
|                     |                  |                 |                 |                        |                        |

- růžově označeny zaniklé týmy

## Účastníci sezóny 2022/2023
| Západní konference |
| ------------------ |
| Las Vegas Aces     |
| Seattle Storm      |
| Dallas Wings       |
| Phoenix Mercury    |
| Minnesota Lynx     |
| Los Angeles Sparks |

| Východní konference |
| ------------------- |
| Chicago Sky         |
| Connecticut Sun     |
| Washington Mystics  |
| New York Liberty    |
| Atlanta Dream       |
| Indiana Fever       |